# Cinegir
Cinegir (Kynaígeiros, Κυναίγειρος) fou fill d'Euferió i germà del poeta Èsquil. Es va distingir pel seu valor a la batalla de Marató (490 aC) on va perdre la mà dreta.
Era el fill d'Euforió (grec: Εὐφορίων) d'Eleusis i membre de la eupátridas, l'antiga noblesa d'Attica. L'any 490 aC Cinegir i els seus germans Èsquil i Ameínies van lluitar per defensar Atenes contra Darios i l'exèrcit invasor persa a la batalla de Marató. Tot i la superioritat numèrica, els perses van ser derrotats pels grecs i van fugir a les seves naus. Els atenencs van perseguir els perses cap a les seves naus, i Cinegir en el seu intent de mantenir-se a la popa d'un vaixell persa amb les seves pròpies mans per continuar lluitant, li van tallar la mà amb una destral i va morir. D'acord amb una altra versió de la seva mort, registrat pel romà historiador Justinià, quan Cinegir va perdre la seva mà dreta, va agafar el vaixell de l'enemic amb la seva esquerra. Aquí l'heroi, després d'haver perdut successivament les dues mans, es penja a per les seves dents, i fins i tot en el seu estat mutilat va lluitar desesperadament amb les últimes armes esmentades «com una fera rabiosa».
Era de costum a Atenes que el pare del guerrer més valent mort a una batalla pronunciés l'oració fúnebre en públic. Segons Polemó de Laodicea els pares de Cinegir i Cal·límac s'haurien disputat qui d'ambdós tingués aquest honor. Polemó al segle II va escriure tal oració fúnebre, no pas de gran qualitat literària, però és una de les poques obres seves que van conservar-se.
L'heroica mort de Cinegir en va fer un emblema de la memòria cultural a Grècia i va ser utilitzada en la literatura per tal d'inspirar sentiments patriòtics a les generacions futures, que perduren fins avui día. També va ser pintat per l'antic pintor grec Polignoto a l'Estoa Poikile a Atenes el 460 aC, mentre que l'antic viatger i geògraf Pausànies va descriure la pintura a la seva segona obra del segle ii aC. Fins al segle xv els grec comparen l'heroisme dels soldats de la Companyia Catalana amb la valentia de Cinegir. Teòdul Maguister escriu:
| «                  | Els [catalans] fa invencibles llur sol aspecte i amb llurs propis cossos confirmen les mutilacions de l'Hidra. Car ni aquestes ni la privació de membres conté sa embranzidat, sinó que els talles una mà combaten amb la que els queda, si els talles les dues lluiten amb els peus, imitant exemples de Cinègir i Cal·límac. | » |
| — Teòdul Maguister | |   |

A Elefsina hi ha un monument dedicat a ell.